# Jean Dubois (anarchiste)
Pour les articles homonymes, voir Jean Dubois et Dubois.
Jean Jules Dubois, né le (13 février 1870 à Golta (ru) dans le gouvernement de Kherson (aujourd'hui incorporé dans Pervomaïsk dans l'oblast de Mykolaïv en Ukraine) et mort le 28 avril 1912 à Choisy-le-Roi, est un anarchiste illégaliste, membre de la bande à Bonnot.

## Biographie
Jean Dubois est le fils de Joseph Dubois, dont l'un des ancêtres français aurait été chassé lors de la révocation de l'édit de Nantes à la fin du XVIIe siècle, et de Christine Botlinsky de nationalité russe. Après avoir servi dans la Légion étrangère, il reste en France et travaille comme ouvrier pour différents constructeurs d’automobiles de Puteaux. 
En 1902, il fonde un atelier de mécanique à Courbevoie. 
En 1908, il fait l’objet d’une enquête judiciaire pour abus de confiance.
Au début des années 1910, il est en relation  avec les illégalistes de la bande à Bonnot.
Avec la bande à Bonnot, il vole à Lyon une automobile qui est amenée à Choisy-le-Roi dans son garage pour être vendue.
C’est dans ce garage que Jules Bonnot, après avoir été surpris et échappé aux policiers au Petit Ivry, se réfugie,,.
Quelques jours plus tard, le 28 avril 1912, la police et l’armée cernent le bâtiment et après un siège mené devant une foule immense, le fait sauter,. Dans les décombres on trouva le cadavre de Jean Dubois tué au début du siège et Jules Bonnot agonisant,,.

## Notices
- Dictionnaire international des militants anarchistes : notice biographique.
- https://rebellyon.info/L-epopee-de-la-bande-a-Bonnot-demarre-le-042, résumé de l'histoire de la bande à Bonnot sur rebellyon.info